# Hans Gahn
Hans Henrik August Colquhoun Gahn, född 20 februari 1890 i Fellingsbro församling, Västmanland, död 23 juni 1948 i Högalids församling, Stockholm, var en svensk socialpolitiker.
Gahn blev 1:e aktuarie i Kontrollstyrelsen 1918 och var sekreterare i Centralförbundet för Socialt Arbete 1918–1922. Gahn har utgett ett flertal alkoholstatistiska utredningar och medverkade under signaturen H.G-n i Svensk uppslagsbok.
Hans Gahn är begravd på Fellingsbro kyrkogård.